# Паровишніков Петро Гаврилович
Петро Гаврилович Паровишніков (нар. 3 вересня (17 вересня) 1909, Харків — пом. 29 травня 1981, Харків) — радянський футболіст, нападник. Після завершення ігрової кар'єри — футбольний тренер.

## Біографія
Вихованець харківського футболу. Коли Петру було вісім років його брати взяли з собою до дитячої команди «Горець», де грали самі. З 1920 року Петро почав грати за дитячу команду «Комета» (1920), а 1924 перейшов в команду «Холодна гора». У ній Паровишніков став основним форвардом і набув популярності в Харкові, почав виступати за збірну міста.
З 1925 по 1940 рік виступав за популярне тоді харківське «Динамо», з перервами на нетривалі виступи за київське «Динамо» та харківський «Спартак». Протягом одинадцяти років Паровишніков незмінно виступавав за збірні Харкова (1926—1932, 1934—1935), Києва (1933—1934) та УРСР (1932—1935), у складі якої він в 1934 році став чемпіоном СРСР. 1935 року Паровишніков навіть провів дві неофіційні зустрічі у складі збірної СРСР.
У серпні 1935 року у складі збірної УРСР провів матч з професійним французьким клубом «Ред Стар», в якому відзначився двома забитими м'ячами і вніс вагомий внесок у розгром французів — 6:1.
Після початку німецько-радянської війни жив в евакуації в місті Молотов (нині — Перм), де був граючим тренером місцевої команди «Крила Рад», у складі якої виступало кілька евакуйованих харківських футболістів, зокрема М. Каров, В. Іщенко, В. Макаров, В. Золотарьов.
Після війни повернувся в Харків і спільно з Миколою Кротовим відродив у Харкові команду «Локомотив», а 1947 року став її головним тренером і вивів у клас «А» в 1948 році. Два роки «залізничники» виступали в елітному дивізіоні СРСР, після чого Петро Паровишніков покинув команду. 1954 року повернувся в «Локомотив», але врятувати команду від вильоту не зумів.
Після «Локомотива» він, незважаючи на численні запрошення з різних міст, залишився в Харкові, де навчав дітей в школі «Динамо», а після того працював у автодорожному інституті, який закінчив ще до війни, за фахом і тренував студентську команду.
Помер 29 травня 1981 року у Харкові.
З 2007 року в честь футболіста проводиться футбольний турнір серед університетів Харкова.

## Досягнення
- Чемпіон УРСР: 1927, 1928, 1932, 1934, 1936
- Срібний призер чемпіонату СРСР: 1936 (весна)